# Atvars Tribuncovs
Atvars Tribuncovs, född 14 oktober 1976 i Ogre i Lettiska SSR i Sovjetunionen (nu Lettland), är en lettisk professionell ishockeyspelare som spelar som back. Tribuncovs har spelat för fyra olika svenska elitserielag; Mora IK, Färjestads BK, MoDo Hockey och senast för Skellefteå AIK Hockey. 
Mellan hans sejourer i Sverige har han spelat i finska ligan för Kärpät och Lukko, och i KHL för Dinamo Riga. Han har också spelat i ryska superligan för Salavat Julajev Ufa, Spartak Moskva och Lada Togliatti. Han spelar för närvarande i Arystan Temirtau i Kazakstan. 
Tribuncovs är en av de ledande spelarna i det lettiska landslaget.